# 24 (Fernsehserie)/Episodenliste
Diese Episodenliste enthält alle Episoden der US-amerikanischen Fernsehserie 24 in der Reihenfolge ihrer Erstausstrahlung. Zwischen 2001 und 2010 entstanden in acht Staffeln insgesamt 192 Episoden mit einer Länge von jeweils etwa 42 Minuten. Hinzu kommen der Fernsehfilm 24: Redemption und die Miniserie 24: Live Another Day, die die Serie fortsetzt.

## Legende
Diejenigen Zeiträume, in denen Episoden erstmals deutschsprachig ausgestrahlt wurden, sind in den Tabellen grün hervorgehoben.

## Überblick Fernseh-Erstausstrahlung
|     |     | Vereinigte Staaten           | Deutschsprachiges Free-TV                                                                                       | Deutschsprachiges Free-TV                                                | Deutschsprachiges Free-TV        | Deutsches Pay-TV                                                       |
| St. | Ep. | FOX                          | Deutsche Sender (Staffeln 1–5: RTL II; Staffel 6: ProSieben; R, Staffeln 7, 8: Kabel eins; LAD: ProSieben Maxx) | Österreichische Sender (Staffeln 1, 2: ORF 1, Staffeln 3–5: ATVplus/ATV) | Schweizer Fernsehen (SF zwei)    | R, Staffel 7: Premiere HD, Staffel 8: Sky Cinema, LAD: Sky Atlantic HD |
| --- | --- | ---------------------------- | --- | ------------------------------------------------------------------------ | -------------------------------- | ---------------------------------------------------------------------- |
| 1   | 24  | 6. Nov. 2001 – 21. Mai 2002  | 2. Sep. 2003 – 28. September 2003                                                                               | 2. Sep. 2003 – 29. September 2003                                        | 4. Okt. 2003 – 20. Dezember 2003 | ?                                                                      |
| 2   | 24  | 29. Okt. 2002 – 20. Mai 2003 | 9. März 2004 – 18. Mai 2004                                                                                     | 12. März 2004 – 21. Mai 2004                                             | 1. März 2004 – 17. Mai 2004      | ?                                                                      |
| 3   | 24  | 28. Okt. 2003 – 25. Mai 2004 | 5. Jan. 2005 – 8. Juni 2005                                                                                     | 9. Jan. 2005 – 20. März 2005                                             | 3. Jan. 2005 – 21. März 2005     | ?                                                                      |
| 4   | 24  | 9. Jan. 2005 – 23. Mai 2005  | 13. Jan. 2006 – 25. Februar 2006                                                                                | 15. Dez. 2005 – 16. Februar 2006                                         | 28. Nov. 2005 – 13. März 2006    | ?                                                                      |
| 5   | 24  | 15. Jan. 2006 – 22. Mai 2006 | 3. Jan. 2007 – 21. Februar 2007                                                                                 | 26. Nov. 2006 – 18. Februar 2007                                         | 27. Nov. 2006 – 12. Februar 2007 | ?                                                                      |
| 6   | 24  | 14. Jan. 2007 – 21. Mai 2007 | 23. Juni 2008 – 25. August 2008                                                                                 | –––                                                                      | 13. März 2008 – 5. Juni 2008     | ?                                                                      |
| R   | –   | 23. Nov. 2008                | 1. Sep. 2009 | –––                                                                      | –––                              | 30. Nov. 2008                                                          |
| 7   | 24  | 12. Jan. 2009 – 18. Mai 2009 | 1. Sep. 2009 – 17. November 2009                                                                                | –––                                                                      | –––                              | 12. Jan. 2009 – 19. Juni 2009                                          |
| 8   | 24  | 17. Jan. 2010 – 24. Mai 2010 | 4. Okt. 2010 – 20. Dezember 2010                                                                                | –––                                                                      | –––                              | 8. März 2010 – 8. Juni 2010                                            |
| LAD | 12  | 5. Mai 2014 – 14. Juli 2014  | 18. Mai 2015 – 22. Mai 2015                                                                                     | –––                                                                      | –––                              | 6. Mai 2014 – 15. Juli 2014                                            |

## Staffel 1
Die US-Erstausstrahlung sendete Fox vom 6. November 2001 bis zum 21. Mai 2002 mit wöchentlich einer Episode, teilweise unterbrochen durch Wiederholungen. Die deutschsprachige Erstausstrahlung war bei RTL II vom 2. September bis zum 28. September 2003 zu sehen. Teilweise an denselben Tagen strahlte auch ORF 1 die Episoden aus, mit Ausnahme der ersten beiden Episoden aber zu späteren Uhrzeiten als RTL II. In der Schweiz zeigte SF 2 die Staffel in wöchentlichen Doppelepisoden vom 4. Oktober bis 20. Dezember 2003.
|           |           |                          |                         | Erstausstrahlung | Erstausstrahlung     | Erstausstrahlung   | Erstausstrahlung |                       |                                                                  |
| Nr. (ges) | Nr. (St.) | Deutschsprachiger Titel  | Originaltitel           | USA (FOX)        | Deutschland (RTL II) | Österreich (ORF 1) | Schweiz (SF 2)   | Regie                 | Drehbuch                                                         |
| --------- | --------- | ------------------------ | ----------------------- | ---------------- | -------------------- | ------------------ | ---------------- | --------------------- | ---------------------------------------------------------------- |
| 1         | 1         | Tag 1: 0:00 – 1:00 Uhr   | 12:00 a.m.– 1:00 a.m.   | 6. Nov. 2001     | 2. Sep. 2003         | 2. Sep. 2003       | 4. Okt. 2003     | Stephen Hopkins       | Joel Surnow, Robert Cochran                                      |
| 2         | 2         | Tag 1: 1:00 – 2:00 Uhr   | 1:00 a.m. – 2:00 a.m.   | 13. Nov. 2001    | 2. Sep. 2003         | 2. Sep. 2003       | 4. Okt. 2003     | Stephen Hopkins       | Joel Surnow, Michael Loceff                                      |
| 3         | 3         | Tag 1: 2:00 – 3:00 Uhr   | 2:00 a.m. – 3:00 a.m.   | 20. Nov. 2001    | 5. Sep. 2003         | 5. Sep. 2003       | 11. Okt. 2003    | Stephen Hopkins       | Joel Surnow, Michael Loceff                                      |
| 4         | 4         | Tag 1: 3:00 – 4:00 Uhr   | 3:00 a.m. – 4:00 a.m.   | 27. Nov. 2001    | 5. Sep. 2003         | 5. Sep. 2003       | 11. Okt. 2003    | Winrich Kolbe         | Robert Cochran                                                   |
| 5         | 5         | Tag 1: 4:00 – 5:00 Uhr   | 4:00 a.m. – 5:00 a.m.   | 11. Dez. 2001    | 7. Sep. 2003         | 8. Sep. 2003       | 18. Okt. 2003    | Winrich Kolbe         | Chip Johannessen                                                 |
| 6         | 6         | Tag 1: 5:00 – 6:00 Uhr   | 5:00 a.m. – 6:00 a.m.   | 18. Dez. 2001    | 7. Sep. 2003         | 8. Sep. 2003       | 18. Okt. 2003    | Bryan Spicer          | Howard Gordon                                                    |
| 7         | 7         | Tag 1: 6:00 – 7:00 Uhr   | 6:00 a.m. – 7:00 a.m.   | 8. Jan. 2002     | 9. Sep. 2003         | 10. Sep. 2003      | 25. Okt. 2003    | Bryan Spicer          | Andrea Newman                                                    |
| 8         | 8         | Tag 1: 7:00 – 8:00 Uhr   | 7:00 a.m. – 8:00 a.m.   | 15. Jan. 2002    | 9. Sep. 2003         | 10. Sep. 2003      | 25. Okt. 2003    | Stephen Hopkins       | Joel Surnow, Michael Loceff                                      |
| 9         | 9         | Tag 1: 8:00 – 9:00 Uhr   | 8:00 a.m. – 9:00 a.m.   | 22. Jan. 2002    | 12. Sep. 2003        | 12. Sep. 2003      | 1. Nov. 2003     | Stephen Hopkins       | Virgil Williams                                                  |
| 10        | 10        | Tag 1: 9:00 – 10:00 Uhr  | 9:00 a.m. – 10:00 a.m.  | 5. Feb. 2002     | 12. Sep. 2003        | 12. Sep. 2003      | 1. Nov. 2003     | Davis Guggenheim      | Lawrence Hertzog                                                 |
| 11        | 11        | Tag 1: 10:00 – 11:00 Uhr | 10:00 a.m. – 11:00 a.m. | 12. Feb. 2002    | 14. Sep. 2003        | 15. Sep. 2003      | 8. Nov. 2003     | Davis Guggenheim      | Robert Cochran                                                   |
| 12        | 12        | Tag 1: 11:00 – 12:00 Uhr | 11:00 a.m. – 12:00 p.m. | 19. Feb. 2002    | 14. Sep. 2003        | 15. Sep. 2003      | 8. Nov. 2003     | Stephen Hopkins       | Howard Gordon                                                    |
| 13        | 13        | Tag 1: 12:00 – 13:00 Uhr | 12:00 p.m. – 1:00 p.m.  | 26. Feb. 2002    | 16. Sep. 2003        | 17. Sep. 2003      | 15. Nov. 2003    | Stephen Hopkins       | Andrea Newman                                                    |
| 14        | 14        | Tag 1: 13:00 – 14:00 Uhr | 1:00 p.m. – 2:00 p.m.   | 5. März 2002     | 16. Sep. 2003        | 17. Sep. 2003      | 15. Nov. 2003    | Jon Cassar            | Joel Surnow, Michael Loceff                                      |
| 15        | 15        | Tag 1: 14:00 – 15:00 Uhr | 2:00 p.m. – 3:00 p.m.   | 12. März 2002    | 19. Sep. 2003        | 19. Sep. 2003      | 22. Nov. 2003    | Jon Cassar            | Michael S. Chernuchin                                            |
| 16        | 16        | Tag 1: 15:00 – 16:00 Uhr | 3:00 p.m. – 4:00 p.m.   | 19. März 2002    | 19. Sep. 2003        | 19. Sep. 2003      | 22. Nov. 2003    | Stephen Hopkins       | Robert Cochran, Howard Gordon                                    |
| 17        | 17        | Tag 1: 16:00 – 17:00 Uhr | 4:00 p.m. – 5:00 p.m.   | 26. März 2002    | 21. Sep. 2003        | 22. Sep. 2003      | 29. Nov. 2003    | Stephen Hopkins       | Michael S. Chernuchin                                            |
| 18        | 18        | Tag 1: 17:00 – 18:00 Uhr | 5:00 p.m. – 6:00 p.m.   | 2. Apr. 2002     | 21. Sep. 2003        | 22. Sep. 2003      | 29. Nov. 2003    | Frederick King Keller | Maurice Hurley                                                   |
| 19        | 19        | Tag 1: 18:00 – 19:00 Uhr | 6:00 p.m. – 7:00 p.m.   | 9. Apr. 2002     | 23. Sep. 2003        | 24. Sep. 2003      | 6. Dez. 2003     | Frederick King Keller | Joel Surnow, Michael Loceff                                      |
| 20        | 20        | Tag 1: 19:00 – 20:00 Uhr | 7:00 p.m. – 8:00 p.m.   | 16. Apr. 2002    | 23. Sep. 2003        | 24. Sep. 2003      | 6. Dez. 2003     | Stephen Hopkins       | Robert Cochran, Howard Gordon                                    |
| 21        | 21        | Tag 1: 20:00 – 21:00 Uhr | 8:00 p.m. – 9:00 p.m.   | 23. Apr. 2002    | 26. Sep. 2003        | 29. Sep. 2003      | 13. Dez. 2003    | Stephen Hopkins       | Joel Surnow, Michael Loceff                                      |
| 22        | 22        | Tag 1: 21:00 – 22:00 Uhr | 9:00 p.m. – 10:00 p.m.  | 7. Mai 2002      | 26. Sep. 2003        | 29. Sep. 2003      | 13. Dez. 2003    | Paul Shapiro          | Joel Surnow, Michael Loceff                                      |
| 23        | 23        | Tag 1: 22:00 – 23:00 Uhr | 10:00 p.m. – 11:00 p.m. | 14. Mai 2002     | 28. Sep. 2003        | 29. Sep. 2003      | 20. Dez. 2003    | Paul Shapiro          | Robert Cochran, Howard Gordon                                    |
| 24        | 24        | Tag 1: 23:00 – 0:00 Uhr  | 11:00 p.m. – 12:00 a.m. | 21. Mai 2002     | 28. Sep. 2003        | 29. Sep. 2003      | 20. Dez. 2003    | Stephen Hopkins       | Joel Surnow, Michael Loceff; Idee: Robert Cochran, Howard Gordon |

## Staffel 2
Die Erstausstrahlung der zweiten Staffel war vom 29. Oktober 2002 bis zum 20. Mai 2003 auf dem US-Sender Fox zu sehen. In Deutschland sendete RTL II die Staffel vom 9. März bis zum 18. Mai 2004; in Österreich sendete sie ORF 1 vom 12. März 2004 bis zum 21. Mai 2004 und in der Schweiz SF 2 vom 1. März 2004 bis zum 17. Mai 2004. Die Staffelpremiere dauert ca. 52 Minuten und damit länger als die anderen Episoden.
|           |           |                          |                                | Erstausstrahlung | Erstausstrahlung     | Erstausstrahlung   | Erstausstrahlung |                       |                                                                  |
| Nr. (ges) | Nr. (St.) | Deutschsprachiger Titel  | Originaltitel                  | USA (FOX)        | Deutschland (RTL II) | Österreich (ORF 1) | Schweiz (SF 2)   | Regie                 | Drehbuch                                                         |
| --------- | --------- | ------------------------ | ------------------------------ | ---------------- | -------------------- | ------------------ | ---------------- | --------------------- | ---------------------------------------------------------------- |
| 25        | 1         | Tag 2: 8:00 – 9:00 Uhr   | Day 2: 8:00 a.m. – 9:00 a.m.   | 29. Okt. 2002    | 9. März 2004         | 12. März 2004      | 1. März 2004     | Jon Cassar            | Joel Surnow, Michael Loceff                                      |
| 26        | 2         | Tag 2: 9:00 – 10:00 Uhr  | Day 2: 9:00 a.m. – 10:00 a.m.  | 5. Nov. 2002     | 9. März 2004         | 12. März 2004      | 1. März 2004     | Jon Cassar            | Joel Surnow, Michael Loceff                                      |
| 27        | 3         | Tag 2: 10:00 – 11:00 Uhr | Day 2: 10:00 a.m. – 11:00 a.m. | 12. Nov. 2002    | 16. März 2004        | 19. März 2004      | 8. März 2004     | James Whitmore, Jr.   | Howard Gordon                                                    |
| 28        | 4         | Tag 2: 11:00 – 12:00 Uhr | Day 2: 11:00 a.m. – 12:00 p.m. | 19. Nov. 2002    | 16. März 2004        | 19. März 2004      | 8. März 2004     | James Whitmore, Jr.   | Remi Aubuchon                                                    |
| 29        | 5         | Tag 2: 12:00 – 13:00 Uhr | Day 2: 12:00 p.m. – 1:00 p.m.  | 26. Nov. 2002    | 23. März 2004        | 26. März 2004      | 15. März 2004    | Jon Cassar            | Gil Grant                                                        |
| 30        | 6         | Tag 2: 13:00 – 14:00 Uhr | Day 2: 1:00 p.m. – 2:00 p.m.   | 3. Dez. 2002     | 23. März 2004        | 26. März 2004      | 15. März 2004    | Jon Cassar            | Elizabeth M. Cosin                                               |
| 31        | 7         | Tag 2: 14:00 – 15:00 Uhr | Day 2: 2:00 p.m. – 3:00 p.m.   | 10. Dez. 2002    | 30. März 2004        | 2. Apr. 2004       | 22. März 2004    | James Whitmore, Jr.   | Virgil Williams                                                  |
| 32        | 8         | Tag 2: 15:00 – 16:00 Uhr | Day 2: 3:00 p.m. – 4:00 p.m.   | 17. Dez. 2002    | 30. März 2004        | 2. Apr. 2004       | 22. März 2004    | James Whitmore, Jr.   | Joel Surnow, Michael Loceff                                      |
| 33        | 9         | Tag 2: 16:00 – 17:00 Uhr | Day 2: 4:00 p.m. – 5:00 p.m.   | 7. Jan. 2003     | 30. März 2004        | 2. Apr. 2004       | 29. März 2004    | David Ehrman          | Howard Gordon                                                    |
| 34        | 10        | Tag 2: 17:00 – 18:00 Uhr | Day 2: 5:00 p.m. – 6:00 p.m.   | 14. Jan. 2003    | 6. Apr. 2004         | 9. Apr. 2004       | 29. März 2004    | Rodney Charters       | David Ehrman                                                     |
| 35        | 11        | Tag 2: 18:00 – 19:00 Uhr | Day 2: 6:00 p.m. – 7:00 p.m.   | 4. Feb. 2003     | 6. Apr. 2004         | 9. Apr. 2004       | 5. Apr. 2004     | Frederick King Keller | Gil Grant                                                        |
| 36        | 12        | Tag 2: 19:00 – 20:00 Uhr | Day 2: 7:00 p.m. – 8:00 p.m.   | 11. Feb. 2003    | 6. Apr. 2004         | 9. Apr. 2004       | 5. Apr. 2004     | Frederick King Keller | Evan Katz                                                        |
| 37        | 13        | Tag 2: 20:00 – 21:00 Uhr | Day 2: 8:00 p.m. – 9:00 p.m.   | 18. Feb. 2003    | 13. Apr. 2004        | 16. Apr. 2004      | 12. Apr. 2004    | Jon Cassar            | Maurice Hurley                                                   |
| 38        | 14        | Tag 2: 21:00 – 22:00 Uhr | Day 2: 9:00 p.m. – 10:00 p.m.  | 25. Feb. 2003    | 13. Apr. 2004        | 16. Apr. 2004      | 12. Apr. 2004    | Jon Cassar            | Joel Surnow, Michael Loceff                                      |
| 39        | 15        | Tag 2: 22:00 – 23:00 Uhr | Day 2: 10:00 p.m. – 11:00 p.m. | 4. März 2003     | 20. Apr. 2004        | 23. Apr. 2004      | 19. Apr. 2004    | Ian Toynton           | Robert Cochran                                                   |
| 40        | 16        | Tag 2: 23:00 – 0:00 Uhr  | Day 2: 11:00 p.m. – 12:00 a.m. | 25. März 2003    | 20. Apr. 2004        | 23. Apr. 2004      | 19. Apr. 2004    | Ian Toynton           | Howard Gordon, Evan Katz                                         |
| 41        | 17        | Tag 2: 0:00 – 1:00 Uhr   | Day 2: 12:00 a.m. – 1:00 a.m.  | 1. Apr. 2003     | 27. Apr. 2004        | 30. Apr. 2004      | 26. Apr. 2004    | Jon Cassar            | Evan Katz, Gil Grant                                             |
| 42        | 18        | Tag 2: 1:00 – 2:00 Uhr   | Day 2: 1:00 a.m. – 2:00 a.m.   | 8. Apr. 2003     | 27. Apr. 2004        | 30. Apr. 2004      | 26. Apr. 2004    | Jon Cassar            | Joel Surnow, Michael Loceff                                      |
| 43        | 19        | Tag 2: 2:00 – 3:00 Uhr   | Day 2: 2:00 a.m. – 3:00 a.m.   | 15. Apr. 2003    | 27. Apr. 2004        | 30. Apr. 2004      | 3. Mai 2004      | James Whitmore, Jr.   | Howard Gordon                                                    |
| 44        | 20        | Tag 2: 3:00 – 4:00 Uhr   | Day 2: 3:00 a.m. – 4:00 a.m.   | 22. Apr. 2003    | 4. Mai 2004          | 7. Mai 2004        | 3. Mai 2004      | James Whitmore, Jr.   | Neil Cohen                                                       |
| 45        | 21        | Tag 2: 4:00 – 5:00 Uhr   | Day 2: 4:00 a.m. – 5:00 a.m.   | 29. Apr. 2003    | 4. Mai 2004          | 7. Mai 2004        | 10. Mai 2004     | Ian Toynton           | Robert Cochran, Howard Gordon                                    |
| 46        | 22        | Tag 2: 5:00 – 6:00 Uhr   | Day 2: 5:00 a.m. – 6:00 a.m.   | 6. Mai 2003      | 11. Mai 2004         | 14. Mai 2004       | 10. Mai 2004     | Ian Toynton           | Virgil Williams, Duppy Demetrius                                 |
| 47        | 23        | Tag 2: 6:00 – 7:00 Uhr   | Day 2: 6:00 a.m. – 7:00 a.m.   | 13. Mai 2003     | 11. Mai 2004         | 14. Mai 2004       | 17. Mai 2004     | Jon Cassar            | Evan Katz, Gil Grant                                             |
| 48        | 24        | Tag 2: 7:00 – 8:00 Uhr   | Day 2: 7:00 a.m. – 8:00 a.m.   | 20. Mai 2003     | 18. Mai 2004         | 21. Mai 2004       | 17. Mai 2004     | Jon Cassar            | Joel Surnow, Michael Loceff; Idee: Robert Cochran, Howard Gordon |

## Staffel 3
Die Erstausstrahlung der dritten Staffel war vom 28. Oktober 2003 bis zum 25. Mai 2004 auf dem US-Sender Fox zu sehen. Im deutschsprachigen Raum zeigten die Staffel RTL II von Januar bis Juni 2005, SF 2 und ATVplus jeweils von Januar bis März 2005.
|           |           |                          |                                | Erstausstrahlung | Erstausstrahlung     | Erstausstrahlung     | Erstausstrahlung |                       |                                                                    |
| Nr. (ges) | Nr. (St.) | Deutschsprachiger Titel  | Originaltitel                  | USA (FOX)        | Deutschland (RTL II) | Österreich (ATVplus) | Schweiz (SF 2)   | Regie                 | Drehbuch                                                           |
| --------- | --------- | ------------------------ | ------------------------------ | ---------------- | -------------------- | -------------------- | ---------------- | --------------------- | ------------------------------------------------------------------ |
| 49        | 1         | Tag 3: 13:00 – 14:00 Uhr | Day 3: 1:00 p.m. – 2:00 p.m.   | 28. Okt. 2003    | 5. Jan. 2005         | 9. Jan. 2005         | 3. Jan. 2005     | Jon Cassar            | Joel Surnow, Michael Loceff                                        |
| 50        | 2         | Tag 3: 14:00 – 15:00 Uhr | Day 3: 2:00 p.m. – 3:00 p.m.   | 4. Nov. 2003     | 12. Jan. 2005        | 9. Jan. 2005         | 3. Jan. 2005     | Jon Cassar            | Joel Surnow, Michael Loceff                                        |
| 51        | 3         | Tag 3: 15:00 – 16:00 Uhr | Day 3: 3:00 p.m. – 4:00 p.m.   | 11. Nov. 2003    | 19. Jan. 2005        | 16. Jan. 2005        | 10. Jan. 2005    | Ian Toynton           | Howard Gordon                                                      |
| 52        | 4         | Tag 3: 16:00 – 17:00 Uhr | Day 3: 4:00 p.m. – 5:00 p.m.   | 18. Nov. 2003    | 26. Jan. 2005        | 16. Jan. 2005        | 10. Jan. 2005    | Ian Toynton           | Stephen Kronish                                                    |
| 53        | 5         | Tag 3: 17:00 – 18:00 Uhr | Day 3: 5:00 p.m. – 6:00 p.m.   | 25. Nov. 2003    | 2. Feb. 2005         | 23. Jan. 2005        | 17. Jan. 2005    | Jon Cassar            | Evan Katz                                                          |
| 54        | 6         | Tag 3: 18:00 – 19:00 Uhr | Day 3: 6:00 p.m. – 7:00 p.m.   | 2. Dez. 2003     | 9. Feb. 2005         | 23. Jan. 2005        | 17. Jan. 2005    | Jon Cassar            | Duppy Demetrius                                                    |
| 55        | 7         | Tag 3: 19:00 – 20:00 Uhr | Day 3: 7:00 p.m. – 8:00 p.m.   | 9. Dez. 2003     | 16. Feb. 2005        | 30. Jan. 2005        | 24. Jan. 2005    | Ian Toynton           | Robert Cochran, Howard Gordon                                      |
| 56        | 8         | Tag 3: 20:00 – 21:00 Uhr | Day 3: 8:00 p.m. – 9:00 p.m.   | 16. Dez. 2003    | 23. Feb. 2005        | 30. Jan. 2005        | 24. Jan. 2005    | Ian Toynton           | Robert Cochran, Howard Gordon                                      |
| 57        | 9         | Tag 3: 21:00 – 22:00 Uhr | Day 3: 9:00 p.m. – 10:00 p.m.  | 6. Jan. 2004     | 2. März 2005         | 6. Feb. 2005         | 31. Jan. 2005    | Brad Turner           | Stephen Kronish, Evan Katz; Idee: Robert Cochran, Howard Gordon    |
| 58        | 10        | Tag 3: 22:00 – 23:00 Uhr | Day 3: 10:00 p.m. – 11:00 p.m. | 13. Jan. 2004    | 2. März 2005         | 6. Feb. 2005         | 31. Jan. 2005    | Brad Turner           | Joel Surnow, Michael Loceff                                        |
| 59        | 11        | Tag 3: 23:00 – 0:00 Uhr  | Day 3: 11:00 p.m. – 12:00 a.m. | 27. Jan. 2004    | 9. März 2005         | 13. Feb. 2005        | 7. Feb. 2005     | Jon Cassar            | Joel Surnow, Michael Loceff                                        |
| 60        | 12        | Tag 3: 0:00 – 1:00 Uhr   | Day 3: 12:00 a.m. – 1:00 a.m.  | 3. Feb. 2004     | 16. März 2005        | 13. Feb. 2005        | 7. Feb. 2005     | Jon Cassar            | Robert Cochran, Howard Gordon; Idee: Stephen Kronish, Evan Katz    |
| 61        | 13        | Tag 3: 1:00 – 2:00 Uhr   | Day 3: 1:00 a.m. – 2:00 a.m.   | 10. Feb. 2004    | 23. März 2005        | 20. Feb. 2005        | 14. Feb. 2005    | Bryan Spicer          | Joel Surnow, Michael Loceff; Idee: Robert Cochran, Stephen Kronish |
| 62        | 14        | Tag 3: 2:00 – 3:00 Uhr   | Day 3: 2:00 a.m. – 3:00 a.m.   | 17. Feb. 2004    | 30. März 2005        | 20. Feb. 2005        | 14. Feb. 2005    | Bryan Spicer          | Howard Gordon, Evan Katz                                           |
| 63        | 15        | Tag 3: 3:00 – 4:00 Uhr   | Day 3: 3:00 a.m. – 4:00 a.m.   | 24. Feb. 2004    | 6. Apr. 2005         | 27. Feb. 2005        | 21. Feb. 2005    | Kevin Hooks           | Robert Cochran, Howard Gordon; Idee: Michael Loceff                |
| 64        | 16        | Tag 3: 4:00 – 5:00 Uhr   | Day 3: 4:00 a.m. – 5:00 a.m.   | 30. März 2004    | 13. Apr. 2005        | 27. Feb. 2005        | 21. Feb. 2005    | Kevin Hooks           | Stephen Kronish, Evan Katz                                         |
| 65        | 17        | Tag 3: 5:00 – 6:00 Uhr   | Day 3: 5:00 a.m. – 6:00 a.m.   | 6. Apr. 2004     | 20. Apr. 2005        | 6. März 2005         | 28. Feb. 2005    | Ian Toynton           | Robert Cochran, Stephen Kronish                                    |
| 66        | 18        | Tag 3: 6:00 – 7:00 Uhr   | Day 3: 6:00 a.m. – 7:00 a.m.   | 18. Apr. 2004    | 27. Apr. 2005        | 6. März 2005         | 28. Feb. 2005    | Ian Toynton           | Howard Gordon, Evan Katz                                           |
| 67        | 19        | Tag 3: 7:00 – 8:00 Uhr   | Day 3: 7:00 a.m. – 8:00 a.m.   | 20. Apr. 2004    | 4. Mai 2005          | 13. März 2005        | 7. März 2005     | Jon Cassar            | Michael Loceff                                                     |
| 68        | 20        | Tag 3: 8:00 – 9:00 Uhr   | Day 3: 8:00 a.m. – 9:00 a.m.   | 27. Apr. 2004    | 11. Mai 2005         | 13. März 2005        | 7. März 2005     | Jon Cassar            | Virgil Williams                                                    |
| 69        | 21        | Tag 3: 9:00 – 10:00 Uhr  | Day 3: 9:00 a.m. – 10:00 a.m.  | 4. Mai 2004      | 18. Mai 2005         | 20. März 2005        | 14. März 2005    | Frederick King Keller | Joel Surnow, Michael Loceff                                        |
| 70        | 22        | Tag 3: 10:00 – 11:00 Uhr | Day 3: 10:00 a.m. – 11:00 a.m. | 11. Mai 2004     | 25. Mai 2005         | 20. März 2005        | 14. März 2005    | Frederick King Keller | Evan Katz, Stephen Kronish; Idee: Robert Cochran, Howard Gordon    |
| 71        | 23        | Tag 3: 11:00 – 12:00 Uhr | Day 3: 11:00 a.m. – 12:00 p.m. | 18. Mai 2004     | 1. Juni 2005         | 20. März 2005        | 21. März 2005    | Jon Cassar            | Robert Cochran, Howard Gordon; Idee: Evan Katz, Stephen Kronish    |
| 72        | 24        | Tag 3: 12:00 – 13:00 Uhr | Day 3: 12:00 p.m. – 1:00 p.m.  | 25. Mai 2004     | 8. Juni 2005         | 20. März 2005        | 21. März 2005    | Jon Cassar            | Joel Surnow, Michael Loceff                                        |

## Staffel 4
Die Erstausstrahlung der vierten Staffel war vom 9. Januar bis zum 23. Mai 2005 auf dem US-Sender Fox zu sehen. An der deutschsprachigen Erstausstrahlung der Staffel waren die Sender SF 2 und ATVplus beteiligt.
|           |           |                          |                                | Erstausstrahlung | Erstausstrahlung     | Erstausstrahlung     | Erstausstrahlung |                 |                                                         |
| Nr. (ges) | Nr. (St.) | Deutschsprachiger Titel  | Originaltitel                  | USA (FOX)        | Deutschland (RTL II) | Österreich (ATVplus) | Schweiz (SF 2)   | Regie           | Drehbuch                                                |
| --------- | --------- | ------------------------ | ------------------------------ | ---------------- | -------------------- | -------------------- | ---------------- | --------------- | ------------------------------------------------------- |
| 73        | 1         | Tag 4: 7:00 – 8:00 Uhr   | Day 4: 7:00 a.m. – 8:00 a.m.   | 9. Jan. 2005     | 13. Jan. 2006        | 15. Dez. 2005        | 28. Nov. 2005    | Jon Cassar      | Joel Surnow, Michael Loceff                             |
| 74        | 2         | Tag 4: 8:00 – 9:00 Uhr   | Day 4: 8:00 a.m. – 9:00 a.m.   | 9. Jan. 2005     | 13. Jan. 2006        | 15. Dez. 2005        | 28. Nov. 2005    | Jon Cassar      | Howard Gordon                                           |
| 75        | 3         | Tag 4: 9:00 – 10:00 Uhr  | Day 4: 9:00 a.m. – 10:00 a.m.  | 10. Jan. 2005    | 13. Jan. 2006        | 22. Dez. 2005        | 5. Dez. 2005     | Brad Turner     | Evan Katz                                               |
| 76        | 4         | Tag 4: 10:00 – 11:00 Uhr | Day 4: 10:00 a.m. – 11:00 a.m. | 10. Jan. 2005    | 14. Jan. 2006        | 22. Dez. 2005        | 5. Dez. 2005     | Brad Turner     | Stephen Kronish                                         |
| 77        | 5         | Tag 4: 11:00 – 12:00 Uhr | Day 4: 11:00 a.m. – 12:00 p.m. | 17. Jan. 2005    | 14. Jan. 2006        | 29. Dez. 2005        | 12. Dez. 2005    | Jon Cassar      | Peter M. Lenkov                                         |
| 78        | 6         | Tag 4: 12:00 – 13:00 Uhr | Day 4: 12:00 p.m. – 1:00 p.m.  | 24. Jan. 2005    | 14. Jan. 2006        | 29. Dez. 2005        | 19. Dez. 2005    | Jon Cassar      | Matt Michnovetz                                         |
| 79        | 7         | Tag 4: 13:00 – 14:00 Uhr | Day 4: 1:00 p.m. – 2:00 p.m.   | 31. Jan. 2005    | 21. Jan. 2006        | 5. Jan. 2006         | 26. Dez. 2005    | Ken Girotti     | Joel Surnow, Michael Loceff                             |
| 80        | 8         | Tag 4: 14:00 – 15:00 Uhr | Day 4: 2:00 p.m. – 3:00 p.m.   | 7. Feb. 2005     | 21. Jan. 2006        | 5. Jan. 2006         | 2. Jan. 2006     | Ken Girotti     | Stephen Kronish, Peter M. Lenkov; Idee: Matt Michnovetz |
| 81        | 9         | Tag 4: 15:00 – 16:00 Uhr | Day 4: 3:00 p.m. – 4:00 p.m.   | 14. Feb. 2005    | 28. Jan. 2006        | 12. Jan. 2006        | 9. Jan. 2006     | Brad Turner     | Howard Gordon, Evan Katz                                |
| 82        | 10        | Tag 4: 16:00 – 17:00 Uhr | Day 4: 4:00 p.m. – 5:00 p.m.   | 21. Feb. 2005    | 28. Jan. 2006        | 12. Jan. 2006        | 16. Jan. 2006    | Brad Turner     | Stephen Kronish, Peter M. Lenkov                        |
| 83        | 11        | Tag 4: 17:00 – 18:00 Uhr | Day 4: 5:00 p.m. – 6:00 p.m.   | 28. Feb. 2005    | 4. Feb. 2006         | 19. Jan. 2006        | 23. Jan. 2006    | Jon Cassar      | Joel Surnow, Michael Loceff                             |
| 84        | 12        | Tag 4: 18:00 – 19:00 Uhr | Day 4: 6:00 p.m. – 7:00 p.m.   | 7. März 2005     | 4. Feb. 2006         | 19. Jan. 2006        | 23. Jan. 2006    | Jon Cassar      | Howard Gordon, Evan Katz                                |
| 85        | 13        | Tag 4: 19:00 – 20:00 Uhr | Day 4: 7:00 p.m. – 8:00 p.m.   | 14. März 2005    | 11. Feb. 2006        | 26. Jan. 2006        | 30. Jan. 2006    | Rodney Charters | Anne Cofell Saunders                                    |
| 86        | 14        | Tag 4: 20:00 – 21:00 Uhr | Day 4: 8:00 p.m. – 9:00 p.m.   | 21. März 2005    | 11. Feb. 2006        | 26. Jan. 2006        | 30. Jan. 2006    | Tim Iacofano    | Howard Gordon, Evan Katz                                |
| 87        | 15        | Tag 4: 21:00 – 22:00 Uhr | Day 4: 9:00 p.m. – 10:00 p.m.  | 28. März 2005    | 11. Feb. 2006        | 2. Feb. 2006         | 6. Feb. 2006     | Bryan Spicer    | Joel Surnow, Michael Loceff                             |
| 88        | 16        | Tag 4: 22:00 – 23:00 Uhr | Day 4: 10:00 p.m. – 11:00 p.m. | 4. Apr. 2005     | 18. Feb. 2006        | 2. Feb. 2006         | 6. Feb. 2006     | Bryan Spicer    | Howard Gordon, Evan Katz; Idee: Robert Cochran          |
| 89        | 17        | Tag 4: 23:00 – 0:00 Uhr  | Day 4: 11:00 p.m. – 12:00 a.m. | 11. Apr. 2005    | 18. Feb. 2006        | 9. Feb. 2006         | 13. Feb. 2006    | Jon Cassar      | Duppy Demetrius                                         |
| 90        | 18        | Tag 4: 0:00 – 1:00 Uhr   | Day 4: 12:00 a.m. – 1:00 a.m.  | 18. Apr. 2005    | 18. Feb. 2006        | 9. Feb. 2006         | 20. Feb. 2006    | Jon Cassar      | Joel Surnow, Michael Loceff                             |
| 91        | 19        | Tag 4: 1:00 – 2:00 Uhr   | Day 4: 1:00 a.m. – 2:00 a.m.   | 25. Apr. 2005    | 24. Feb. 2006        | 9. Feb. 2006         | 27. Feb. 2006    | Bryan Spicer    | Howard Gordon, Evan Katz                                |
| 92        | 20        | Tag 4: 2:00 – 3:00 Uhr   | Day 4: 2:00 a.m. – 3:00 a.m.   | 2. Mai 2005      | 24. Feb. 2006        | 9. Feb. 2006         | 27. Feb. 2006    | Bryan Spicer    | Peter M. Lenkov                                         |
| 93        | 21        | Tag 4: 3:00 – 4:00 Uhr   | Day 4: 3:00 a.m. – 4:00 a.m.   | 9. Mai 2005      | 24. Feb. 2006        | 16. Feb. 2006        | 6. März 2006     | Kevin Hooks     | Joel Surnow, Michael Loceff                             |
| 94        | 22        | Tag 4: 4:00 – 5:00 Uhr   | Day 4: 4:00 a.m. – 5:00 a.m.   | 16. Mai 2005     | 25. Feb. 2006        | 16. Feb. 2006        | 6. März 2006     | Kevin Hooks     | Matt Michnovetz, Duppy Demetrius                        |
| 95        | 23        | Tag 4: 5:00 – 6:00 Uhr   | Day 4: 5:00 a.m. – 6:00 a.m.   | 23. Mai 2005     | 25. Feb. 2006        | 16. Feb. 2006        | 13. März 2006    | Jon Cassar      | Sam Montgomery                                          |
| 96        | 24        | Tag 4: 6:00 – 7:00 Uhr   | Day 4: 6:00 a.m. – 7:00 a.m.   | 23. Mai 2005     | 25. Feb. 2006        | 16. Feb. 2006        | 13. März 2006    | Jon Cassar      | Robert Cochran, Howard Gordon                           |

## Staffel 5
Die Erstausstrahlung der fünften Staffel war vom 15. Januar bis zum 22. Mai 2006 auf dem US-Sender Fox zu sehen. An der deutschsprachigen Erstausstrahlung der Staffel waren die Sender SF 2 und ATV beteiligt.
|           |           |                          |                                | Erstausstrahlung | Erstausstrahlung     | Erstausstrahlung | Erstausstrahlung  |               |                                                |
| Nr. (ges) | Nr. (St.) | Deutschsprachiger Titel  | Originaltitel                  | USA (FOX)        | Deutschland (RTL II) | Österreich (ATV) | Schweiz (SF zwei) | Regie         | Drehbuch                                       |
| --------- | --------- | ------------------------ | ------------------------------ | ---------------- | -------------------- | ---------------- | ----------------- | ------------- | ---------------------------------------------- |
| 97        | 1         | Tag 5: 7:00 – 8:00 Uhr   | Day 5: 7:00 a.m. – 8:00 a.m.   | 15. Jan. 2006    | 3. Jan. 2007         | 26. Nov. 2006    | 27. Nov. 2006     | Jon Cassar    | Howard Gordon                                  |
| 98        | 2         | Tag 5: 8:00 – 9:00 Uhr   | Day 5: 8:00 a.m. – 9:00 a.m.   | 15. Jan. 2006    | 3. Jan. 2007         | 26. Nov. 2006    | 27. Nov. 2006     | Jon Cassar    | Evan Katz                                      |
| 99        | 3         | Tag 5: 9:00 – 10:00 Uhr  | Day 5: 9:00 a.m. – 10:00 a.m.  | 16. Jan. 2006    | 3. Jan. 2007         | 3. Dez. 2006     | 4. Dez. 2006      | Brad Turner   | Manny Coto                                     |
| 100       | 4         | Tag 5: 10:00 – 11:00 Uhr | Day 5: 10:00 a.m. – 11:00 a.m. | 16. Jan. 2006    | 10. Jan. 2007        | 3. Dez. 2006     | 4. Dez. 2006      | Brad Turner   | Joel Surnow, Michael Loceff                    |
| 101       | 5         | Tag 5: 11:00 – 12:00 Uhr | Day 5: 11:00 a.m. – 12:00 p.m. | 22. Jan. 2006    | 10. Jan. 2007        | 10. Dez. 2006    | 11. Dez. 2006     | Jon Cassar    | Joel Surnow, Michael Loceff                    |
| 102       | 6         | Tag 5: 12:00 – 13:00 Uhr | Day 5: 12:00 p.m. – 1:00 p.m.  | 29. Jan. 2006    | 10. Jan. 2007        | 10. Dez. 2006    | 11. Dez. 2006     | Jon Cassar    | David Fury                                     |
| 103       | 7         | Tag 5: 13:00 – 14:00 Uhr | Day 5: 1:00 p.m. – 2:00 p.m.   | 5. Feb. 2006     | 17. Jan. 2007        | 17. Dez. 2006    | 18. Dez. 2006     | Brad Turner   | Manny Coto                                     |
| 104       | 8         | Tag 5: 14:00 – 15:00 Uhr | Day 5: 2:00 p.m. – 3:00 p.m.   | 12. Feb. 2006    | 17. Jan. 2007        | 17. Dez. 2006    | 18. Dez. 2006     | Brad Turner   | Robert Cochran, Evan Katz                      |
| 105       | 9         | Tag 5: 15:00 – 16:00 Uhr | Day 5: 3:00 p.m. – 4:00 p.m.   | 19. Feb. 2006    | 17. Jan. 2007        | 1. Jan. 2007     | 25. Dez. 2006     | Tim Iacofano  | Howard Gordon, David Fury                      |
| 106       | 10        | Tag 5: 16:00 – 17:00 Uhr | Day 5: 4:00 p.m. – 5:00 p.m.   | 27. Feb. 2006    | 24. Jan. 2007        | 1. Jan. 2007     | 25. Dez. 2006     | Tim Iacofano  | Joel Surnow, Michael Loceff                    |
| 107       | 11        | Tag 5: 17:00 – 18:00 Uhr | Day 5: 5:00 p.m. – 6:00 p.m.   | 6. März 2006     | 24. Jan. 2007        | 7. Jan. 2007     | 1. Jan. 2007      | Jon Cassar    | Nicole Ranadive                                |
| 108       | 12        | Tag 5: 18:00 – 19:00 Uhr | Day 5: 6:00 p.m. – 7:00 p.m.   | 6. März 2006     | 24. Jan. 2007        | 7. Jan. 2007     | 1. Jan. 2007      | Jon Cassar    | Duppy Demetrius, Matt Michnovetz               |
| 109       | 13        | Tag 5: 19:00 – 20:00 Uhr | Day 5: 7:00 p.m. – 8:00 p.m.   | 13. März 2006    | 31. Jan. 2007        | 14. Jan. 2007    | 8. Jan. 2007      | Brad Turner   | Joel Surnow, Michael Loceff                    |
| 110       | 14        | Tag 5: 20:00 – 21:00 Uhr | Day 5: 8:00 p.m. – 9:00 p.m.   | 20. März 2006    | 31. Jan. 2007        | 14. Jan. 2007    | 8. Jan. 2007      | Brad Turner   | Howard Gordon, Evan Katz; Idee: Sam Montgomery |
| 111       | 15        | Tag 5: 21:00 – 22:00 Uhr | Day 5: 9:00 p.m. – 10:00 p.m.  | 27. März 2006    | 31. Jan. 2007        | 21. Jan. 2007    | 15. Jan. 2007     | Jon Cassar    | David Ehrman                                   |
| 112       | 16        | Tag 5: 22:00 – 23:00 Uhr | Day 5: 10:00 p.m. – 11:00 p.m. | 3. Apr. 2006     | 7. Feb. 2007         | 21. Jan. 2007    | 15. Jan. 2007     | Jon Cassar    | Manny Coto, Sam Montgomery                     |
| 113       | 17        | Tag 5: 23:00 – 0:00 Uhr  | Day 5: 11:00 p.m. – 12:00 a.m. | 10. Apr. 2006    | 7. Feb. 2007         | 28. Jan. 2007    | 22. Jan. 2007     | Brad Turner   | David Fury                                     |
| 114       | 18        | Tag 5: 0:00 – 1:00 Uhr   | Day 5: 12:00 a.m. – 1:00 a.m.  | 17. Apr. 2006    | 7. Feb. 2007         | 28. Jan. 2007    | 22. Jan. 2007     | Brad Turner   | Howard Gordon                                  |
| 115       | 19        | Tag 5: 1:00 – 2:00 Uhr   | Day 5: 1:00 a.m. – 2:00 a.m.   | 24. Apr. 2006    | 14. Feb. 2007        | 4. Feb. 2007     | 29. Jan. 2007     | Dwight Little | Craig Van Sickle, Steven Long                  |
| 116       | 20        | Tag 5: 2:00 – 3:00 Uhr   | Day 5: 2:00 a.m. – 3:00 a.m.   | 1. Mai 2006      | 14. Feb. 2007        | 4. Feb. 2007     | 29. Jan. 2007     | Dwight Little | Joel Surnow, Michael Loceff                    |
| 117       | 21        | Tag 5: 3:00 – 4:00 Uhr   | Day 5: 3:00 a.m. – 4:00 a.m.   | 8. Mai 2006      | 14. Feb. 2007        | 11. Feb. 2007    | 5. Feb. 2007      | Brad Turner   | Manny Coto                                     |
| 118       | 22        | Tag 5: 4:00 – 5:00 Uhr   | Day 5: 4:00 a.m. – 5:00 a.m.   | 15. Mai 2006     | 21. Feb. 2007        | 11. Feb. 2007    | 5. Feb. 2007      | Brad Turner   | David Fury, Sam Montgomery                     |
| 119       | 23        | Tag 5: 5:00 – 6:00 Uhr   | Day 5: 5:00 a.m. – 6:00 a.m.   | 22. Mai 2006     | 21. Feb. 2007        | 18. Feb. 2007    | 12. Feb. 2007     | Jon Cassar    | Howard Gordon, Evan Katz                       |
| 120       | 24        | Tag 5: 6:00 – 7:00 Uhr   | Day 5: 6:00 a.m. – 7:00 a.m.   | 22. Mai 2006     | 21. Feb. 2007        | 18. Feb. 2007    | 12. Feb. 2007     | Jon Cassar    | Robert Cochran                                 |

## Staffel 6
| Nr. (ges.) | Nr. (St.) | Deutscher Titel          | Originaltitel                  | Erstausstrahlung USA | Deutschsprachige Erstausstrahlung (SF zwei) | Regie         | Drehbuch                                               | Erstausstrahlung im Free-TV Deutschlands (ProSieben) |
| ---------- | --------- | ------------------------ | ------------------------------ | -------------------- | ------------------------------------------- | ------------- | ------------------------------------------------------ | ---------------------------------------------------- |
| 121        | 1         | Tag 6: 6:00 – 7:00 Uhr   | Day 6: 6:00 a.m. – 7:00 a.m.   | 14. Jan. 2007        | 13. März 2008                               | Jon Cassar    | Howard Gordon                                          | 23. Juni 2008                                        |
| 122        | 2         | Tag 6: 7:00 – 8:00 Uhr   | Day 6: 7:00 a.m. – 8:00 a.m.   | 14. Jan. 2007        | 13. März 2008                               | Jon Cassar    | Manny Coto                                             | 23. Juni 2008                                        |
| 123        | 3         | Tag 6: 8:00 – 9:00 Uhr   | Day 6: 8:00 a.m. – 9:00 a.m.   | 15. Jan. 2007        | 20. März 2008                               | Brad Turner   | Evan Katz, David Fury                                  | 30. Juni 2008                                        |
| 124        | 4         | Tag 6: 9:00 – 10:00 Uhr  | Day 6: 9:00 a.m. – 10:00 a.m.  | 15. Jan. 2007        | 20. März 2008                               | Brad Turner   | Robert Cochran                                         | 30. Juni 2008                                        |
| 125        | 5         | Tag 6: 10:00 – 11:00 Uhr | Day 6: 10:00 a.m. – 11:00 a.m. | 22. Jan. 2007        | 27. März 2008                               | Milan Cheylov | Joel Surnow, Michael Loceff                            | 7. Jul. 2008                                         |
| 126        | 6         | Tag 6: 11:00 – 12:00 Uhr | Day 6: 11:00 a.m. – 12:00 p.m. | 29. Jan. 2007        | 27. März 2008                               | Milan Cheylov | Joel Surnow, Michael Loceff                            | 7. Jul. 2008                                         |
| 127        | 7         | Tag 6: 12:00 – 13:00 Uhr | Day 6: 12:00 p.m. – 1:00 p.m.  | 5. Feb. 2007         | 3. Apr. 2008                                | Jon Cassar    | Howard Gordon, Manny Coto                              | 14. Jul. 2008                                        |
| 128        | 8         | Tag 6: 13:00 – 14:00 Uhr | Day 6: 1:00 p.m. – 2:00 p.m.   | 12. Feb. 2007        | 3. Apr. 2008                                | Jon Cassar    | Evan Katz, David Fury                                  | 14. Jul. 2008                                        |
| 129        | 9         | Tag 6: 14:00 – 15:00 Uhr | Day 6: 2:00 p.m. – 3:00 p.m.   | 12. Feb. 2007        | 10. Apr. 2008                               | Brad Turner   | Adam E. Fierro                                         | 21. Jul. 2008                                        |
| 130        | 10        | Tag 6: 15:00 – 16:00 Uhr | Day 6: 3:00 p.m. – 4:00 p.m.   | 19. Feb. 2007        | 10. Apr. 2008                               | Brad Turner   | Evan Katz, David Fury                                  | 21. Jul. 2008                                        |
| 131        | 11        | Tag 6: 16:00 – 17:00 Uhr | Day 6: 4:00 p.m. – 5:00 p.m.   | 26. Feb. 2007        | 17. Apr. 2008                               | Tim Iacofano  | Manny Coto                                             | 28. Jul. 2008                                        |
| 132        | 12        | Tag 6: 17:00 – 18:00 Uhr | Day 6: 5:00 p.m. – 6:00 p.m.   | 5. März 2007         | 17. Apr. 2008                               | Tim Iacofano  | Evan Katz, David Fury; Idee: Howard Gordon             | 28. Jul. 2008                                        |
| 133        | 13        | Tag 6: 18:00 – 19:00 Uhr | Day 6: 6:00 p.m. – 7:00 p.m.   | 12. März 2007        | 24. Apr. 2008                               | Jon Cassar    | Joel Surnow, Michael Loceff                            | 4. Aug. 2008                                         |
| 134        | 14        | Tag 6: 19:00 – 20:00 Uhr | Day 6: 7:00 p.m. – 8:00 p.m.   | 19. März 2007        | 24. Apr. 2008                               | Jon Cassar    | Howard Gordon, Evan Katz; Idee: Manny Coto, David Fury | 4. Aug. 2008                                         |
| 135        | 15        | Tag 6: 20:00 – 21:00 Uhr | Day 6: 8:00 p.m. – 9:00 p.m.   | 26. März 2007        | 1. Mai 2008                                 | Brad Turner   | Manny Coto, Howard Gordon                              | 4. Aug. 2008                                         |
| 136        | 16        | Tag 6: 21:00 – 22:00 Uhr | Day 6: 9:00 p.m. – 10:00 p.m.  | 2. Apr. 2007         | 1. Mai 2008                                 | Brad Turner   | Robert Cochran, Evan Katz                              | 11. Aug. 2008                                        |
| 137        | 17        | Tag 6: 22:00 – 23:00 Uhr | Day 6: 10:00 p.m. – 11:00 p.m. | 9. Apr. 2007         | 8. Mai 2008                                 | Bryan Spicer  | David Fury                                             | 11. Aug. 2008                                        |
| 138        | 18        | Tag 6: 23:00 – 0:00 Uhr  | Day 6: 11:00 p.m. – 12:00 a.m. | 16. Apr. 2007        | 8. Mai 2008                                 | Bryan Spicer  | Matt Michnovetz, Nicole Ranadive                       | 11. Aug. 2008                                        |
| 139        | 19        | Tag 6: 0:00 – 1:00 Uhr   | Day 6: 12:00 a.m. – 1:00 a.m.  | 23. Apr. 2007        | 15. Mai 2008                                | Brad Turner   | Joel Surnow, Michael Loceff                            | 18. Aug. 2008                                        |
| 140        | 20        | Tag 6: 1:00 – 2:00 Uhr   | Day 6: 1:00 a.m. – 2:00 a.m.   | 30. Apr. 2007        | 15. Mai 2008                                | Brad Turner   | Howard Gordon, Evan Katz                               | 18. Aug. 2008                                        |
| 141        | 21        | Tag 6: 2:00 – 3:00 Uhr   | Day 6: 2:00 a.m. – 3:00 a.m.   | 7. Mai 2007          | 29. Mai 2008                                | Bryan Spicer  | Manny Coto                                             | 18. Aug. 2008                                        |
| 142        | 22        | Tag 6: 3:00 – 4:00 Uhr   | Day 6: 3:00 a.m. – 4:00 a.m.   | 14. Mai 2007         | 29. Mai 2008                                | Bryan Spicer  | Howard Gordon, Evan Katz                               | 25. Aug. 2008                                        |
| 143        | 23        | Tag 6: 4:00 – 5:00 Uhr   | Day 6: 4:00 a.m. – 5:00 a.m.   | 21. Mai 2007         | 5. Juni 2008                                | Brad Turner   | Joel Surnow, Michael Loceff                            | 25. Aug. 2008                                        |
| 144        | 24        | Tag 6: 5:00 – 6:00 Uhr   | Day 6: 5:00 a.m. – 6:00 a.m.   | 21. Mai 2007         | 5. Juni 2008                                | Brad Turner   | Manny Coto, David Fury, Robert Cochran                 | 25. Aug. 2008                                        |

## Redemption
Die Erstausstrahlung des Films 24: Redemption war am 23. November 2008 auf dem US-amerikanischen Sender Fox zu sehen. Die deutschsprachige Erstausstrahlung sendete der deutsche Pay-TV-Sender Premiere Film am 30. November 2008.

## Staffel 7
| Nr. (ges.) | Nr. (St.) | Deutscher Titel          | Originaltitel                  | Erstausstrahlung USA | Deutschsprachige Erstausstrahlung (Premiere HD) | Regie         | Drehbuch                                                    | Erstausstrahlung im deutschen Free-TV (Kabel eins) |
| ---------- | --------- | ------------------------ | ------------------------------ | -------------------- | ----------------------------------------------- | ------------- | ----------------------------------------------------------- | -------------------------------------------------- |
| 145        | 1         | Tag 7: 8:00 – 9:00 Uhr   | Day 7: 8:00 a.m. – 9:00 a.m.   | 12. Jan. 2009        | 12. Jan. 2009                                   | Jon Cassar    | Howard Gordon, Joel Surnow, Michael Loceff                  | 1. Sep. 2009                                       |
| 146        | 2         | Tag 7: 9:00 – 10:00 Uhr  | Day 7: 9:00 a.m. – 10:00 a.m.  | 12. Jan. 2009        | 12. Jan. 2009                                   | Jon Cassar    | Joel Surnow, Michael Loceff; Idee: Howard Gordon, Evan Katz | 1. Sep. 2009                                       |
| 147        | 3         | Tag 7: 10:00 – 11:00 Uhr | Day 7: 10:00 a.m. – 11:00 a.m. | 13. Jan. 2009        | 19. Jan. 2009                                   | Brad Turner   | Manny Coto, Brannon Braga                                   | 8. Sep. 2009                                       |
| 148        | 4         | Tag 7: 11:00 – 12:00 Uhr | Day 7: 11:00 a.m. – 12:00 p.m. | 13. Jan. 2009        | 26. Jan. 2009                                   | Brad Turner   | David Fury, Alex Gansa                                      | 8. Sep. 2009                                       |
| 149        | 5         | Tag 7: 12:00 – 13:00 Uhr | Day 7: 12:00 p.m. – 1:00 p.m.  | 19. Jan. 2009        | 2. Feb. 2009                                    | Jon Cassar    | Howard Gordon, Evan Katz                                    | 15. Sep. 2009                                      |
| 150        | 6         | Tag 7: 13:00 – 14:00 Uhr | Day 7: 1:00 p.m. – 2:00 p.m.   | 26. Jan. 2009        | 9. Feb. 2009                                    | Jon Cassar    | Manny Coto, Brannon Braga                                   | 15. Sep. 2009                                      |
| 151        | 7         | Tag 7: 14:00 – 15:00 Uhr | Day 7: 2:00 p.m. – 3:00 p.m.   | 2. Feb. 2009         | 16. Feb. 2009                                   | Milan Cheylov | Manny Coto, Brannon Braga; Idee: Michael Loceff             | 22. Sep. 2009                                      |
| 152        | 8         | Tag 7: 15:00 – 16:00 Uhr | Day 7: 3:00 p.m. – 4:00 p.m.   | 9. Feb. 2009         | 23. Feb. 2009                                   | Milan Cheylov | Robert Cochran, Evan Katz; Idee: David Fury                 | 22. Sep. 2009                                      |
| 153        | 9         | Tag 7: 16:00 – 17:00 Uhr | Day 7: 4:00 p.m. – 5:00 p.m.   | 16. Feb. 2009        | 2. März 2009                                    | Milan Cheylov | David Fury                                                  | 29. Sep. 2009                                      |
| 154        | 10        | Tag 7: 17:00 – 18:00 Uhr | Day 7: 5:00 p.m. – 6:00 p.m.   | 23. Feb. 2009        | 9. März 2009                                    | Milan Cheylov | Manny Coto, Brannon Braga                                   | 29. Sep. 2009                                      |
| 155        | 11        | Tag 7: 18:00 – 19:00 Uhr | Day 7: 6:00 p.m. – 7:00 p.m.   | 2. März 2009         | 16. März 2009                                   | Brad Turner   | Alex Gansa                                                  | 6. Okt. 2009                                       |
| 156        | 12        | Tag 7: 19:00 – 20:00 Uhr | Day 7: 7:00 p.m. – 8:00 p.m.   | 2. März 2009         | 23. März 2009                                   | Brad Turner   | Evan Katz; Idee: Manny Coto, Brannon Braga                  | 6. Okt. 2009                                       |
| 157        | 13        | Tag 7: 20:00 – 21:00 Uhr | Day 7: 8:00 p.m. – 9:00 p.m.   | 9. März 2009         | 30. März 2009                                   | Brad Turner   | Manny Coto, Brannon Braga                                   | 13. Okt. 2009                                      |
| 158        | 14        | Tag 7: 21:00 – 22:00 Uhr | Day 7: 9:00 p.m. – 10:00 p.m.  | 16. März 2009        | 6. Apr. 2009                                    | Brad Turner   | Evan Katz, Manny Coto                                       | 13. Okt. 2009                                      |
| 159        | 15        | Tag 7: 22:00 – 23:00 Uhr | Day 7: 10:00 p.m. – 11:00 p.m. | 23. März 2009        | 13. Apr. 2009                                   | Jon Cassar    | Alex Gansa; Idee: David Fury                                | 20. Okt. 2009                                      |
| 160        | 16        | Tag 7: 23:00 – 0:00 Uhr  | Day 7: 11:00 p.m. – 12:00 a.m. | 30. März 2009        | 20. Apr. 2009                                   | Jon Cassar    | Manny Coto, Brannon Braga                                   | 20. Okt. 2009                                      |
| 161        | 17        | Tag 7: 0:00 – 1:00 Uhr   | Day 7: 12:00 a.m. – 1:00 a.m.  | 6. Apr. 2009         | 27. Apr. 2009                                   | Brad Turner   | Chip Johannessen                                            | 27. Okt. 2009                                      |
| 162        | 18        | Tag 7: 1:00 – 2:00 Uhr   | Day 7: 1:00 a.m. – 2:00 a.m.   | 13. Apr. 2009        | 4. Mai 2009                                     | Brad Turner   | Manny Coto, Brannon Braga; Idee: Howard Gordon              | 27. Okt. 2009                                      |
| 163        | 19        | Tag 7: 2:00 – 3:00 Uhr   | Day 7: 2:00 a.m. – 3:00 a.m.   | 20. Apr. 2009        | 11. Mai 2009                                    | Michael Klick | David Fury                                                  | 3. Nov. 2009                                       |
| 164        | 20        | Tag 7: 3:00 – 4:00 Uhr   | Day 7: 3:00 a.m. – 4:00 a.m.   | 27. Apr. 2009        | 18. Mai 2009                                    | Michael Klick | Alex Gansa, Chip Johannessen; Idee: Manny Coto              | 3. Nov. 2009                                       |
| 165        | 21        | Tag 7: 4:00 – 5:00 Uhr   | Day 7: 4:00 a.m. – 5:00 a.m.   | 4. Mai 2009          | 25. Mai 2009                                    | Brad Turner   | Manny Coto, Brannon Braga                                   | 10. Nov. 2009                                      |
| 166        | 22        | Tag 7: 5:00 – 6:00 Uhr   | Day 7: 5:00 a.m. – 6:00 a.m.   | 11. Mai 2009         | 1. Juni 2009                                    | Brad Turner   | Evan Katz                                                   | 10. Nov. 2009                                      |
| 167        | 23        | Tag 7: 6:00 – 7:00 Uhr   | Day 7: 6:00 a.m. – 7:00 a.m.   | 18. Mai 2009         | 8. Juni 2009                                    | Jon Cassar    | David Fury, Alex Gansa                                      | 17. Nov. 2009                                      |
| 168        | 24        | Tag 7: 7:00 – 8:00 Uhr   | Day 7: 7:00 a.m. – 8:00 a.m.   | 18. Mai 2009         | 15. Juni 2009                                   | Jon Cassar    | Howard Gordon; Idee: Manny Coto, Brannon Braga              | 17. Nov. 2009                                      |

## Staffel 8
| Nr. (ges.) | Nr. (St.) | Deutscher Titel          | Originaltitel                  | Erstausstrahlung USA | Deutschsprachige Erstausstrahlung (Sky Cinema) | Regie            | Drehbuch                                              | Erstausstrahlung im deutschen Free-TV (Kabel eins) |
| ---------- | --------- | ------------------------ | ------------------------------ | -------------------- | ---------------------------------------------- | ---------------- | ----------------------------------------------------- | -------------------------------------------------- |
| 169        | 1         | Tag 8: 16:00 – 17:00 Uhr | Day 8: 4:00 p.m. – 5:00 p.m.   | 17. Jan. 2010        | 8. März 2010                                   | Brad Turner      | Howard Gordon, Evan Katz                              | 4. Okt. 2010                                       |
| 170        | 2         | Tag 8: 17:00 – 18:00 Uhr | Day 8: 5:00 p.m. – 6:00 p.m.   | 17. Jan. 2010        | 8. März 2010                                   | Brad Turner      | Manny Coto, Brannon Braga; Idee: Howard Gordon        | 4. Okt. 2010                                       |
| 171        | 3         | Tag 8: 18:00 – 19:00 Uhr | Day 8: 6:00 p.m. – 7:00 p.m.   | 18. Jan. 2010        | 15. März 2010                                  | Milan Cheylov    | David Fury, Alex Gansa                                | 11. Okt. 2010                                      |
| 172        | 4         | Tag 8: 19:00 – 20:00 Uhr | Day 8: 7:00 p.m. – 8:00 p.m.   | 18. Jan. 2010        | 15. März 2010                                  | Milan Cheylov    | Chip Johannessen, Patrick Harbinson                   | 11. Okt. 2010                                      |
| 173        | 5         | Tag 8: 20:00 – 21:00 Uhr | Day 8: 8:00 p.m. – 9:00 p.m.   | 25. Jan. 2010        | 22. März 2010                                  | Brad Turner      | Evan Katz, Alex Gansa; Idee: Howard Gordon            | 18. Okt. 2010                                      |
| 174        | 6         | Tag 8: 21:00 – 22:00 Uhr | Day 8: 9:00 p.m. – 10:00 p.m.  | 1. Feb. 2010         | 22. März 2010                                  | Brad Turner      | Manny Coto, Brannon Braga                             | 18. Okt. 2010                                      |
| 175        | 7         | Tag 8: 22:00 – 23:00 Uhr | Day 8: 10:00 p.m. – 11:00 p.m. | 8. Feb. 2010         | 29. März 2010                                  | Milan Cheylov    | Chip Johannessen, Patrick Harbinson                   | 25. Okt. 2010                                      |
| 176        | 8         | Tag 8: 23:00 – 0:00 Uhr  | Day 8: 11:00 p.m. – 12:00 a.m. | 15. Feb. 2010        | 29. März 2010                                  | Milan Cheylov    | David Fury                                            | 25. Okt. 2010                                      |
| 177        | 9         | Tag 8: 0:00 – 1:00 Uhr   | Day 8: 12:00 a.m. – 1:00 a.m.  | 22. Feb. 2010        | 12. Apr. 2010                                  | Brad Turner      | Chip Johannessen, Patrick Harbinson; Idee: Alex Gansa | 1. Nov. 2010                                       |
| 178        | 10        | Tag 8: 1:00 – 2:00 Uhr   | Day 8: 1:00 a.m. – 2:00 a.m.   | 1. März 2010         | 12. Apr. 2010                                  | Brad Turner      | Manny Coto, Brannon Braga                             | 1. Nov. 2010                                       |
| 179        | 11        | Tag 8: 2:00 – 3:00 Uhr   | Day 8: 2:00 a.m. – 3:00 a.m.   | 8. März 2010         | 19. Apr. 2010                                  | Nelson McCormick | Evan Katz, David Fury                                 | 8. Nov. 2010                                       |
| 180        | 12        | Tag 8: 3:00 – 4:00 Uhr   | Day 8: 3:00 a.m. – 4:00 a.m.   | 15. März 2010        | 19. Apr. 2010                                  | Nelson McCormick | Chip Johannessen, Patrick Harbinson                   | 8. Nov. 2010                                       |
| 181        | 13        | Tag 8: 4:00 – 5:00 Uhr   | Day 8: 4:00 a.m. – 5:00 a.m.   | 22. März 2010        | 26. Apr. 2010                                  | Milan Cheylov    | Manny Coto, Brannon Braga; Idee: Howard Gordon        | 15. Nov. 2010                                      |
| 182        | 14        | Tag 8: 5:00 – 6:00 Uhr   | Day 8: 5:00 a.m. – 6:00 a.m.   | 28. März 2010        | 26. Apr. 2010                                  | Milan Cheylov    | Alex Gansa; Idee: Evan Katz                           | 15. Nov. 2010                                      |
| 183        | 15        | Tag 8: 6:00 – 7:00 Uhr   | Day 8: 6:00 a.m. – 7:00 a.m.   | 5. Apr. 2010         | 3. Mai 2010                                    | Brad Turner      | Chip Johannessen, Patrick Harbinson                   | 22. Nov. 2010                                      |
| 184        | 16        | Tag 8: 7:00 – 8:00 Uhr   | Day 8: 7:00 a.m. – 8:00 a.m.   | 5. Apr. 2010         | 3. Mai 2010                                    | Brad Turner      | Manny Coto, Brannon Braga                             | 22. Nov. 2010                                      |
| 185        | 17        | Tag 8: 8:00 – 9:00 Uhr   | Day 8: 8:00 a.m. – 9:00 a.m.   | 12. Apr. 2010        | 10. Mai 2010                                   | Milan Cheylov    | David Fury                                            | 29. Nov. 2010                                      |
| 186        | 18        | Tag 8: 9:00 – 10:00 Uhr  | Day 8: 9:00 a.m. – 10:00 a.m.  | 19. Apr. 2010        | 10. Mai 2010                                   | Milan Cheylov    | Chip Johannessen, Patrick Harbinson                   | 29. Nov. 2010                                      |
| 187        | 19        | Tag 8: 10:00 – 11:00 Uhr | Day 8: 10:00 a.m. – 11:00 a.m. | 26. Apr. 2010        | 17. Mai 2010                                   | Michael Klick    | Manny Coto, Brannon Braga                             | 6. Dez. 2010                                       |
| 188        | 20        | Tag 8: 11:00 – 12:00 Uhr | Day 8: 11:00 a.m. – 12:00 p.m. | 3. Mai 2010          | 17. Mai 2010                                   | Michael Klick    | Evan Katz, Alex Gansa; Idee: Alex Gansa               | 6. Dez. 2010                                       |
| 189        | 21        | Tag 8: 12:00 – 13:00 Uhr | Day 8: 12:00 p.m. – 1:00 p.m.  | 10. Mai 2010         | 31. Mai 2010                                   | Milan Cheylov    | Chip Johannessen, Patrick Harbinson                   | 13. Dez. 2010                                      |
| 190        | 22        | Tag 8: 13:00 – 14:00 Uhr | Day 8: 1:00 p.m. – 2:00 p.m.   | 17. Mai 2010         | 31. Mai 2010                                   | Milan Cheylov    | David Fury                                            | 13. Dez. 2010                                      |
| 191        | 23        | Tag 8: 14:00 – 15:00 Uhr | Day 8: 2:00 p.m. – 3:00 p.m.   | 24. Mai 2010         | 7. Juni 2010                                   | Brad Turner      | Shauna McGarry, Geoff Aull                            | 20. Dez. 2010                                      |
| 192        | 24        | Tag 8: 15:00 – 16:00 Uhr | Day 8: 3:00 p.m. – 4:00 p.m.   | 24. Mai 2010         | 7. Juni 2010                                   | Brad Turner      | Howard Gordon                                         | 20. Dez. 2010                                      |

## Live Another Day
| Nr. | Deutscher Titel                     | Originaltitel                  | Erstausstrahlung USA | Deutschsprachige Erstausstrahlung (Sky Atlantic HD) | Regie         | Drehbuch                                                  | Erstausstrahlung im deutschen Free-TV (ProSieben MAXX) |
| --- | ----------------------------------- | ------------------------------ | -------------------- | --------------------------------------------------- | ------------- | --------------------------------------------------------- | ------------------------------------------------------ |
| 1   | Live Another Day: 11:00 – 12:00 Uhr | Day 9: 11:00 a.m. – 12:00 p.m. | 5. Mai 2014          | 6. Mai 2014                                         | Jon Cassar    | Evan Katz, Manny Coto                                     | 18. Mai 2015                                           |
| 2   | Live Another Day: 12:00 – 13:00 Uhr | Day 9: 12:00 p.m. – 1:00 p.m.  | 5. Mai 2014          | 6. Mai 2014                                         | Jon Cassar    | Robert Cochran, David Fury                                | 18. Mai 2015                                           |
| 3   | Live Another Day: 13:00 – 14:00 Uhr | Day 9: 1:00 p.m. – 2:00 p.m.   | 12. Mai 2014         | 13. Mai 2014                                        | Adam Kane     | Sang Kyu Kim, Patrick Somerville                          | 18. Mai 2015                                           |
| 4   | Live Another Day: 14:00 – 15:00 Uhr | Day 9: 2:00 p.m. – 3:00 p.m.   | 19. Mai 2014         | 20. Mai 2014                                        | Adam Kane     | Patrick Harbinson                                         | 19. Mai 2015                                           |
| 5   | Live Another Day: 15:00 – 16:00 Uhr | Day 9: 3:00 p.m. – 4:00 p.m.   | 26. Mai 2014         | 27. Mai 2014                                        | Omar Madha    | Sang Kyu Kim, Patrick Somerville                          | 19. Mai 2015                                           |
| 6   | Live Another Day: 16:00 – 17:00 Uhr | Day 9: 4:00 p.m. – 5:00 p.m.   | 2. Juni 2014         | 3. Juni 2014                                        | Omar Madha    | David Fury                                                | 20. Mai 2015                                           |
| 7   | Live Another Day: 17:00 – 18:00 Uhr | Day 9: 5:00 p.m. – 6:00 p.m.   | 9. Juni 2014         | 10. Juni 2014                                       | Jon Cassar    | Tony Basgallop                                            | 20. Mai 2015                                           |
| 8   | Live Another Day: 18:00 – 19:00 Uhr | Day 9: 6:00 p.m. – 7:00 p.m.   | 16. Juni 2014        | 17. Juni 2014                                       | Jon Cassar    | Robert Cochran                                            | 21. Mai 2015                                           |
| 9   | Live Another Day: 19:00 – 20:00 Uhr | Day 9: 7:00 p.m. – 8:00 p.m.   | 23. Juni 2014        | 24. Juni 2014                                       | Milan Cheylov | Tony Basgallop, Sang Kyu Kim; Idee: Evan Katz, Manny Coto | 21. Mai 2015                                           |
| 10  | Live Another Day: 20:00 – 21:00 Uhr | Day 9: 8:00 p.m. – 9:00 p.m.   | 30. Juni 2014        | 1. Juli 2014                                        | Milan Cheylov | Adam DaSilva; Idee: Robert Cochran, Manny Coto, Evan Katz | 22. Mai 2015                                           |
| 11  | Live Another Day: 21:00 – 22:00 Uhr | Day 9: 9:00 p.m. – 10:00 p.m.  | 7. Juli 2014         | 8. Juli 2014                                        | Jon Cassar    | Robert Cochran, Fury David Fury                           | 22. Mai 2015                                           |
| 12  | Live Another Day: 22:00 – 11:00 Uhr | Day 9: 10:00 p.m. – 11:00 a.m. | 14. Juli 2014        | 15. Juli 2014                                       | Jon Cassar    | Manny Coto, Evan Katz                                     | 22. Mai 2015                                           |